# Acacia pentagona
Acacia pentagona là một loài thực vật có hoa trong họ Đậu. Loài này được (Schum. & Thonn.) Hook.f. miêu tả khoa học đầu tiên.